# Brun van Saksen
Brun van Saksen (circa 830/840 - Lüneburger Heide, 2 februari 880) was van 866 tot aan zijn dood hertog van Saksen. Hij behoorde tot het huis Liudolfingen en wordt beschouwd als de stamvader van de Brunonen. Het is evenwel niet bekend welke familiale band hij had met de latere Brunonen.

## Levensloop
Brun was de oudste zoon van hertog Liudolf van Saksen uit diens huwelijk met Oda van Billung. Zijn vader bezat uitgebreide landerijen in Oostfalen aan de Leinerivier, waar die in 952 de Abdij van Gandersheim oprichtte. 
Na de dood van Liudolf werd Brun rond het jaar 866 hertog van Saksen. Onder zijn bewind begon de opmars van zijn familie in het Oost-Frankische Rijk, hetgeen aangetoond werd door het feit dat Bruns zus Liutgard in 874 huwde met de latere Oost-Frankische koning Lodewijk III de Jonge. Het is niet duidelijk of Brun zelf gehuwd was of kinderen had.
Hij steunde zijn schoonbroer Lodewijk de Jonge in de gevechten met zijn oom, de West-Frankische koning Karel de Kale. Als Saksisch opperbevelhebber gedurende de invasies van de Vikingen sneuvelde hij, samen met heel wat andere edelen, in de Slag bij de Lüneburger Heide tegen Noorse krijgers. Zijn broer Otto I volgde hem op als hertog van Saksen.
Brun wordt door de Rooms-Katholieke Kerk vereerd als heilige en martelaar, met 2 februari als feestdag. Rond 1160 werden zijn relieken getransleerd  naar de Abdij van Ebstorf, die sinds de 14e eeuw wordt gedefinieerd als de plaats van de veldslag waarin Brun stierf en een belangrijk pelgrimsoord werd.

## Voorouders
| Voorouders van Bruno van Saksen (830/840–880) | Voorouders van Bruno van Saksen (830/840–880)            | Voorouders van Bruno van Saksen (830/840–880)            | Voorouders van Bruno van Saksen (830/840–880)            | Voorouders van Bruno van Saksen (830/840–880)            | Voorouders van Bruno van Saksen (830/840–880)            | Voorouders van Bruno van Saksen (830/840–880)            | Voorouders van Bruno van Saksen (830/840–880)            | Voorouders van Bruno van Saksen (830/840–880)            |
| --------------------------------------------- | -------------------------------------------------------- | -------------------------------------------------------- | -------------------------------------------------------- | -------------------------------------------------------- | -------------------------------------------------------- | -------------------------------------------------------- | -------------------------------------------------------- | -------------------------------------------------------- |
| Overgrootouders                               | Bruno van Engern (725-) ∞ Gisla van Verla (735-)         | Bruno van Engern (725-) ∞ Gisla van Verla (735-)         | ? (-) ∞ ? (-)                                            | ? (-) ∞ ? (-)                                            | ? (–) ∞ ? (-)                                            | ? (–) ∞ ? (-)                                            | Pepijn van Italië (777–801) ∞ ? (-)                      | Pepijn van Italië (777–801) ∞ ? (-)                      |
| Grootouders                                   | Bruno van Saksen (770-) ∞ Auda (780-)                    | Bruno van Saksen (770-) ∞ Auda (780-)                    | Bruno van Saksen (770-) ∞ Auda (780-)                    | Bruno van Saksen (770-) ∞ Auda (780-)                    | princeps van Billung (-) ∞ Aida van Italië (789-)        | princeps van Billung (-) ∞ Aida van Italië (789-)        | princeps van Billung (-) ∞ Aida van Italië (789-)        | princeps van Billung (-) ∞ Aida van Italië (789-)        |
| Ouders                                        | Liudolf van Saksen (806-866) ∞ Oda van Billung (806-913) | Liudolf van Saksen (806-866) ∞ Oda van Billung (806-913) | Liudolf van Saksen (806-866) ∞ Oda van Billung (806-913) | Liudolf van Saksen (806-866) ∞ Oda van Billung (806-913) | Liudolf van Saksen (806-866) ∞ Oda van Billung (806-913) | Liudolf van Saksen (806-866) ∞ Oda van Billung (806-913) | Liudolf van Saksen (806-866) ∞ Oda van Billung (806-913) | Liudolf van Saksen (806-866) ∞ Oda van Billung (806-913) |